# Elyanne Breton
 (décembre 2011).
Elyanne Breton, surnommée Ely est une auteur-compositrice-interprète québécoise, née le 26 août 1986 à Saint-Lin-Laurentides.

## Biographie

### Jeunesse
Ely se découvre à 11 ans une passion pour la chanson, elle rêve alors d'avoir une grande carrière et d'être connue et reconnue des 2 côtés de l'Atlantique. Âgée de 17 ans, une productrice la repère et lui fait enregistrer son 1er album nommé Hémisphère, avec notamment 3 chansons écrites par la parolière française Sandrine Roy. Il sort dans son pays natal en avril 2005, puis en France l'année suivante.

### Star Academy
Lors de la promotion de son album, la productrice d'Ely l'inscrit au casting de Star Academy 5. Elle séduit le jury par sa voix et sa présence. Elyanne décide de s'arracher à son cocon familial et à son compagnon de l'époque pour intégrer la célèbre école française, afin de progresser, mais également de profiter de l'exposition offerte par l'émission.
Ely, dès son arrivée au Château de Dammarie-lès-Lys, fait l'unanimité parmi la promotion. Même si la jeune canadienne se montre parfois irrégulière aux yeux de ses professeurs, elle offre au public français de grandes prestations notamment avec des artistes Québécois (Céline Dion, Isabelle Boulay, Natasha St Pier, Roch Voisine), mais aussi lors de son interprétation de l'Hymne à l'amour d'Edith Piaf. Considérée comme une des favorites pour la victoire, son parcours s'arrête en 1/2 finale face à Magalie Vaé, la future gagnante. Elle participe avec 8 de ses camarades de promotion à la tournée "Symphonique Tour 2006" de Star Academy.

### Collaboration avec Julie Zenatti
En mars 2006, Ely enregistre un single intitulé Attends écrit et composé par Julie Zenatti.

### Don Juan: La comédie musicale
En décembre 2006, Elyanne intègre la troupe de Don Juan: La comédie musicale qui se déroule en Corée du Sud pendant près d'un mois.

### Cirque du Soleil
L'année suivante, Ely intègre le Cirque du Soleil pour la tournée en Europe du spectacle Delirium qui commence en septembre 2007 aux Pays-Bas. Cette nouvelle aventure lui permet de combiner son rêve de devenir une artiste reconnue et son goût prononcé pour les voyages car ce spectacle se déroule dans une quinzaine de pays Européens, avec un passage au Palais omnisports de Paris-Bercy. La dernière représentation a lieu à Londres le 19 avril 2008.

### Collaboration avec Jacques Villeneuve
En 2007, Ely fait un duo avec l'ancien pilote de Formule 1 Jacques Villeneuve, The Ones. Ce titre est présent sur l'album Private Paradise du chanteur.

### En flagrant d'Ely
Après une période de repli, en 2012, entourée d'une équipe franco-canadienne, Ely est en studio pour la préparation de son nouvel album intitulé En flagrant d'Ely prévu pour la rentrée 2013. En marge de l'enregistrement, elle continue les allers-retours entre le Québec et la France où elle donne des concerts acoustiques composés de ses propres chansons et de reprises. Toutefois, à ce jour (novembre 2021), le retour de l'artiste ne s'est toujours pas concrétisé.

## Discographie
- Avril 2005: sortie de l'album Hémisphère au Canada (sorti en France en 2006).
- Mars 2006: Sortie du single Attends
- Février 2007: Sortie du single The Ones